# Rudi Valenčič
Rudi Valenčič, slovenski kolesar, * 26. julij 1941, Mala Pristava.
Valenčič je za Jugoslavijo nastopil na Poletnih olimpijskih igrah 1968 v Ciudad de Mexicu, kjer je v posamični konkurenci osvojil 39. mesto, ekipno pa je reprezentanca Jugoslavije v kronometru na 100 kilometrov osvojila 16. mesto. Leta 1970 je zmagal na dirki za Veliko nagrada Kranja, leta 1967 pa je bil drugi na Dirki po Avstriji. V letih 1964 in 1968 je zmagal na Dirki po Jugoslaviji, leta 1966 pa je bil tretji in tudi dobil vzdevek »Orel iz Pivke«, ko mu nihče od spremljevalnih motoristov ali drugih vozil ni uspel slediti na spustu. V letih 1964 in 1967 je osvojil naslov prvaka na državnem prvenstvu Jugoslavije v cestni dirki, leta 1972 je bil drugi, leta 1965 pa tretji.